# Hvorup
Hvorup er en spredt landsbybebyggelse ved Hvorup Plantage og Hvorup Kirke. Landsbyen er beliggende 4 km nord for Nørresundby tæt ved Aalborg Kaserner. Kirken, der er opført omkring år 1200, er som landsbyen beliggende i Hvorup Sogn. Der er omkring 30 husstande i landsbyen.